# Páneurópai folyosók

Páneurópai közlekedési folyosók térképe

A páneurópai közlekedési folyosókat (más néven: Helsinki-folyosókat) az 1994-es és 1997-es európai közlekedési miniszteri konferenciákon jelölték ki. A tíz kijelölt folyosó a transzeurópai közlekedési hálózat (TEN-T) kiterjesztése Kelet-Európa (az akkori Európai Unió szomszédos államai) irányába. A folyosók kijelölésének célja jó közlekedési kapcsolatok kiépítése volt az EU és szomszédai között, a hatékony és biztonságos közlekedési rendszer révén, segítve az utasok és áruk hatékony szállítását, és ezáltal a versenyképességet és a gazdasági növekedést.
Az Európai Unió bővítése révén ezek a folyosók ma már nagyrészt az EU területén haladnak, így a transzeurópai közlekedési hálózat (TEN-T) részét képezik.

## Történelem
Az 1990-es évek elején, a rendszerváltás után egy sor pán-európai közlekedési konferenciát tartottak azzal a céllal, hogy azonosítsák Kelet-Európa infrastruktúra-fejlesztési szükségleteit, és kidolgozzanak egy stratégiát Európa összes közlekedési hálózatának integrálására.
Az első, 1991-ben Prágában megrendezett konferencia eredményeként egy közlekedési folyosókon alapuló megközelítésben állapodtak meg. A második konferencián (1994, Kréta) kilenc páneurópai közlekedési folyosót jelöltek ki: ezek Kelet-Európa fő közlekedési tengelyei, és ezekre kívánták összpontosítani a közlekedési infrastruktúra fejlesztésére rendelkezésre álló forrásokat. A harmadik konferencián (1997, Helsinki) a balkáni államok lobbizásának köszönhetően egy tizedik folyosót is kijelöltek. (Ugyanitt négy „páneurópai közlekedési területet” is kijelöltek, amelyek tengeri medencéket foglalnak magukba.)

## Folyosók
Összesen tíz páneurópai közlekedési folyosót jelöltek ki. Ezek közúti-vasúti folyosók, kivéve a VII-es számút, amely vízi folyosó.
| #    | Útvonal | Hossz (km) |
| ---- | --- | ---------- |
| I    | Helsinki – Tallinn – Riga – Kalinyingrád – Gdańsk és Vilnius – Varsó | 550        |
| II   | Berlin – Poznań – Varsó – Breszt – Minszk – Szmolenszk – Moszkva – Nyizsnyij Novgorod | 1830       |
| III  | Berlin/Drezda – Wrocław – Katowice – Krakkó – Lviv – Kijev | 1640       |
| IV   | Drezda/Nürnberg – Prága – Brno – Pozsony – Győr – Budapest – Arad – Craiova – Szófia – Plovdiv – Isztambul - IV/a: Brno – Bécs (csak vasút) - IV/b: Arad – Bukarest – Konstanca - IV/c: Szófia – Szaloniki | 3258       |
| V    | Velence – Trieszt/Koper – Ljubljana – Maribor – Budapest – Ungvár – Lviv – Kijev - V/a: Pozsony – Zsolna – Kassa – Ungvár - V/b: Fiume – Zágráb – Budapest - V/c: Ploče – Szarajevó – Eszék – Budapest | 1600       |
| VI   | Gdańsk – Grudziądz – Toruń – Zebrzydowice – Zsolna - VI/a: Grudziądz – Poznań - VI/b: Katowice – Ostrava – Brno | 1800       |
| VII  | A Duna és elérhető az Északi-tenger a Rajna–Majna–Duna-csatornán keresztül Magyar kikötői : Győr-Gönyű, Komárom, Budapest-Csepel, Dunaújváros, Baja, Mohács Teljes szakasz: Rotterdam - Mainz - Frankfurt - Bamberg - Regensburg - Passau - Linz - Bécs - Pozsony - Győr-Gönyű - Budapest-Csepel - Dunaújváros - Baja - Mohács - Belgrád - Silistra - Konstanca - Galat - Izmail | 2415       |
| VIII | Durrës – Tirana – Szkopje – Bitola – Szófia – Plovdiv – Dimitrovgrad – Burgasz – Várna | 1300       |
| IX   | Helsinki – Viborg – Szentpétervár – Moszkva – Kijev – Ljubasevka – Chișinău – Bukarest – Dimitrovgrad – Ormenio – Alexandrúpoli - IX/a: Ljubasevka – Odessza - IX/b: Kalinyingrád/Klaipėda – Kaunas – Vilnius – Minszk – Kijev | 6500       |
| X    | Salzburg – Ljubljana – Zágráb – Belgrád – Niš – Szkopje – Szaloniki. - X/a: Graz – Maribor – Zágráb - X/b: Budapest – Újvidék – Belgrád - X/c: Niš – Szófia – Plovdiv – Dimitrovgrad – Isztambul - X/d: Veles – Bitola – Florina – Igumeníca | 2360       |

## Páneurópai folyosók Magyarországon
- A IV. folyosó az osztrák és szlovák határtól Budapesten keresztül Románia felé halad, 487 km vasútvonalat és 410 km közutat tartalmaz.
- Az V. folyosó a délnyugati országhatártól északkeleti irányban halad. A fő ág Szlovénia, az V/B és V/C ág Horvátország felől lépi át az országhatárt, és Budapesten egyesülve folytatódik Ukrajna felé. A vasúthálózat 996 km, a közúthálózat 784 km hosszú.
- A VII. folyosó a Duna Ausztriától Romániáig terjedő vízi útja, mely magyarországi szakaszának hossza 378 km.
- A X. folyosó X/B ága Budapestről indul, Szerbia határáig a vasúti szakaszok hossza 156 km, a közúti szakaszoké 171 km.